# Phare de Pelican Bay
Pour les articles homonymes, voir Pelican Bay.
Le phare de Pelican Bay est un petit phare privé situé sur le port de Brookings, dans comté de Curry (État de l'Oregon), aux États-Unis.
Ce phare est géré par la Garde côtière américaine, et les phares de l'État de Washington sont entretenus par le District 13 de la Garde côtière  basé à Seattle.
Ce phare est en gestion privée .

## Histoire
La maison-phare a été construite par Bill et Joann Cady en 1990, mais n'est seulement devenu un phare fonctionnel après que la structure fut positionnée en 1997, à son emplacement actuel. Avec l'approbation de l'US Coast Guard, la lumière a été activée le jour de l'Indépendance, le 4 juillet en 1999.

## Description
C'est une tour octogonale en bois, avec galerie et lanterne, de 12 m de haut attachée à une résidence en bois de deux étages. Le phare est peint en blanc, la lanterne est noire. Il est équipé d'une Lentille de Fresnel acrylique fixe à allumage automatique.
Il est localisé sur le front de mer, au sud-est de l'entrée du port. Il émet, à une hauteur focale de 43 m, trois éclats blancs toutes les 19,5 secondes. Sa portée nominale est de 11 milles nautiques (environ 20 km).
Identifiant : ARLHS : USA-1005 - Amirauté : G4423 - USCG : 6-0570.

## caractéristique dufeu maritime
Fréquence : 19,5 secondes (W-W-W)
- Lumière : 1,5 seconde
- Obscurité : 2,5 secondes
- Lumière : 1,5 seconde
- Obscurité : 2,5 secondes
- Lumière : 1,5 seconde
- Obscurité : 10 secondes

### Lien connexe
- Liste des phares de l'Oregon